# Ricoh
Ricoh Company, Ltd. (株式会社リコー, Kabushiki-gaisha Rikō) hoặc Ricoh là công ty Nhật Bản được thành lập ngày 6 tháng 2 năm 1936 với cái tên Riken Sensitized Paper (理研感光紙, Riken Kankōshi), một công ty zaibatsu thuộc viện nghiên cứu RIKEN. Trụ sở của Ricoh đặt ở Chūō, Tokyo.
Ricoh chuyên sản xuất các sản phẩm điện tử, chủ yếu là máy ảnh và các thiết bị văn phòng như máy in, máy photocopy, máy fax và cung cấp các phần mềm quản lý dữ liệu. Từ cuối thập niên 1990 với 2000, công ty đã vươn lên trở thành nhà sản xuất máy in lớn nhất thế giới. Trong thời gian này, Ricoh đã mua lại Savin, Gestetner, Lanier, Rex-Rotary, Monroe, và Nashuatec. Dù thương hiệu Monroe không còn được tiếp tục nữa nhưng các sản phẩm tiếp tục được tiếp thị dưới những thương hiệu còn lại. Năm 2006, Ricoh mua các nhà máy của Danka với giá 210 triệu USD. Những nhà máy này tiếp tục sản xuất dưới một đơn vị kinh doanh, dưới thương hiệu Infotec.

## Sản phẩm - Dịch Vụ
Công ty RICOH được thành lập vào ngày 6 tháng 2 năm 1936 với tên gọi đầu tiên là
RIKEN KANKOSHI Co.,Ltd với hoạt động ban đầu là sản xuất giấy cảm ứng dùng trong lĩnh
vực quang học.
Từ đó đến nay, công ty đã trải qua 1 chặng đường phát triển dài với những thành tựu rực rỡ
tại Nhật Bản cũng như trên toàn thế giới. Từ 1 công ty đơn lẻ đầu tiên, ngày nay Ricoh đã phát
triển thành 1 tập đoàn hùng mạnh với 122 công ty trung tâm nghiên cứu và nhà máy sản xuất tại
Nhật Bản, 268 công ty nhà máy và trung tâm nghiên cứu hải ngoại phân bố rộng khắp tại châu
Mỹ, châu âu và Châu á với lực lượng nhân viên tổng cộng lên đến 74.300 người - tính đến tháng
3, 2001.
Hiện nay, tổng giá trị tài chính của tập đoàn Ricoh đã xấp xỉ 14 tỷ USD và mức lãi ròng
hơn 400 triệu USD hàng năm.
 CƯƠNG LĨNH HOẠT ĐỘNG CỦA TẬP ĐOÀN RICOH
“ Image Communication “ ( Thông tin liên lạc bằng hình ảnh ) là khẩu hiệu của tập đoàn
Ricoh. Khẩu hiện này đã xác lập hết sức rõ ràng lĩnh vực và phương hướng hoạt động của
Ricoh, thể hiện qua 5 tiêu chí
1. Hình ảnh tuyệt hảo
Thuật ngữ Image ( hình ảnh) được Ricoh sử dung theo ý nghĩa bao quát nhất . Hình ảnh là
giải pháp phù hợp trong thời đại đa phương tiện. Đối với chúng ta, hình ảnh không chỉ gồm
những biểu mẫu, ký tự mà còn là âm thanh, các hình ảnh tĩnh hoặc chuỗi hình ảnh chuyển động.
Nói cách khác, hình ảnh là tất cả những gì mà thông tin, bất kể từ nguồn gốc nào, đã tạo ra trong
tâm trí nhận thức của con người. Ricoh tập trung mọi nỗ lực cho việc phát triển không ngừng
những thiết bị có khả năng cung ứng những “ hình ảnh “ tốt nhất cho mọi nhu cầu của bạn.
2. Tiêu chuẩn rộng mở
Qua hoạt động nghiên cứu, Ricoh đã tự phát minh và sở hữu vô số công nghệ độc quyền.
Khi đưa những phát minh này vào phát triển sản phẩm mới, Ricoh nhận thức được rằng mọi sản
phẩm của tất cả các nhà sản xuất phải “bắt tay” nhau thật chặc chẻ và chỉ như vậy, sự thông tin
liên lạc giủa mọi người với nhau mới thật sự hiệu quả.
Ricoh luôn hợp tác cùng các đối tác khác để phát triển một tiêu chuẩn quốc tế chung cho
mọi nhà sản xuất để từ đó họ có thể chế tạo ra các thiết bị tương thích lẫn nhau cho dù dưới nhãn
hiệu nào.
3. Đơn giản nhƣ thiết bị gia đình
Máy Ricoh phải được chế tạo sao cho việc sử dụng phải dễ dàng như sử dụng bàn ủi hay
nồi cơm điện, chỉ cần bật công tắc là đã hoạt động và ít cần đến công việc bảo dưỡng. Sự phức
tạp và tinh vi trong chương trình điều khiển vẫn tồn tại nhưng nó nằm bên trong bản thiết kế và
là công việc của nhà chế tạo, không phải là việc của người sử dụng. Những thiết bị dễ sử dụng
như vậy là người trợ thủ đắc lực, sẽ nâng cao hiệu quả công việc của con người.
4. Hợp tác suôn sẻ với hoạt động của mạng vi tính
Sự kết nối ngày càng phổ biến các máy tính cá nhân với nhau đã tạo nên một phong cách
hoạt động mới của các văn phòng ngày nay. Máy văn phòng Ricoh đều kết nối dễ dàng với
mạng vi tính và hòa nhập hoạt động vào công việc chung một cách suông sẽ. Không dừng lại ở
vai trò của một thiết bị ngoại vi bình thường, một số kiểu máy Ricoh với nhiều chức năng mạnh
đã đóng vai trò trụ cột trong mạng vi tính, đáp ứng hoàn hảo nhu cầu đa dạng về trao đổi và in
ấn dữ liệu, tiết kiệm được đáng kể thời gian và tiền bạc cho người sử dụng.
5. Đáp ứng tất cả các điều kiện làm việc
Ricoh đã từ lâu phục vụ sâu sát nhu cầu các văn phòng hoạt động theo kiểu truyền thống
gồm một số máy tính được nối mạng và một nhóm nhân viên cùng làm việc với nhau tại một địa
điểm cố định nào đó.
Thế giới thay đổi từng ngày. Ngày nay, càng lúc càng có nhiều văn phòng di động hoặc
văn phòng ngay tại nhà. Sự đa dạng này sẽ còn tiếp tục phát triển.
Nhận thức sâu sắc về tình hình, Ricoh trong thời gian tới sẽ thiết kế nhiều hơn nữa các máy
văn phòng có khả năng kết nối mọi người, mọi văn phòng với nhau bất cứ khi nào và bất kỳ ở
đâu.
6. Các cột mốc đáng nhớ
 Thập niên 1950: Công ty sáng tạo ra công nghệ sản xuất sản phẩm hàng loạt qua thực
tiễn sản xuất máy ảnh 2 thấu kính RICOHFLEX III, vững vàng nhập cuộc thị trƣờng
thiết bị văn phòng.
 Thập niên 1960: Công ty sản xuất nhiều sản phẩm mới và bắt đầu tiến hành các hoạt
động ở nƣớc ngoài nhằm phục vụ các thị trƣờng tại nhiều khu vực trên thế giới.
• 1963 Đổi tên công ty thành RICOH Company, Ltd. Tên gọi này được duy trì cho đến
nay.
• 1965 Giới thiệu máy RICOPY BS-1, kiểu máy photocopy tĩnh điện đầu tiên, mở ra thị
trường rộng rãi cho máy photocopy sau đó.
 Thập niên 1970: Là giai đoạn Ricoh áp dụng triệt để Hệ thống kiểm soát chất lƣợng
trong mọi lĩnh vực hoạt động của công ty, đẩy nhanh sự phát triển của hoạt động sản xuất
, nâng cao chất lƣợng sản phẩm, không ngừng cống hiến cho xã hội những sản phẩm tuyệt
hảo.
• 1971 Giới thiệu RICOM 8, kiểu máy tính văn phòng đầu tiên của hãng. Hoàn tất xây
dựng nhà máy ở Atsugi với toàn bộ văn phòng nhà xưởng được trang bị các phương tiện máy
móc hiện đại nhất, đáp ứng yêu cầu ngày càng cao trên toàn thế giới.
• 1972 Sản xuất máy RICOH PPC900, kiểu máy photocopy đầu tiên của hãng Ricoh áp
dụng phương pháp tĩnh điện sử dụng mực bột khô in hình lên giấy thông thường.
• 1973 Máy RIFAX 600S được sản xuất. Đây là kiểu máy Fax đầu tiên của hãng đã thực
hiện công việc truyền dữ liệu tốc độ cao đầu tiên trên thế giới giửa Tokyo và New York.
• 1975 Trở thành công ty đầu tiên trong lĩnh vực công nghệ máy văn phòng đoạt được giải
thưởng Deming cao quý cho sự hoàn hảo tuyệt vời trong hoạt động kiểm soát chất lượng sản
phẩm.
• 1978 Tiến hành mạnh mẽ hoạt động kinh doanh các sản phẩm mang tên Ricoh ở nước
ngoài. Từ thời điểm này, “RICOH” đã trở nên từ đồng nghĩa với “CHẤT LƯỢNG & HOÀN
HẢO”.
 Thập niên 1980: Giai đoạn quảng bá mạnh mẽ các thiết bị văn phòng mang nhãn hiệu
RICOH tại thị trƣờng Mỹ và châu Âu song song với việc đầu tƣ ở mức độ cao hơn đối với
hoạt động sản xuất các sản phẩm RICOH tại các quốc gia khác, thực hiện chiến lƣợc toàn
cầu hoá sản phẩm.
• 1981 Nhà máy Ikeda ở Osaka đi vào hoạt động, bắt đầu sản xuất linh kiện bán dẫn, chủ
yếu được dùng trong các máy hiệu Ricoh.
• 1982 Tung ra thị trường linh kiện CMOS 32K đầu tiên trên thế giới và máy photocopy
FT4060. Đây là kiểu máy sử dụng mực khô và tạo ảnh trên giấy thường hoàn chỉnh nhất vào
thời điểm này và là kiểu máy gặt hái được nhiều thành công lớn.
Cùng năm, Ricoh đưa ra thị trường máy xử lý văn bản kỹ thuật số RICORE 3000.
• 1983 Chế tạo máy in Laser LP4120 và máy RIFAX 1300, kiểu máy Fax sử dụng giấy
thông thường đầu tiên trên thế giới.
Cùng năm , máy Photocopy FT4060 đã đoạt giải thưởng “ Outstanding Industrial Design “
( Thiết kế Công Nghệ Tối ưu ) tại Hannover Messe.
• 1984 Khánh thành Trung Tâm Nghiên Cứu Công Nghệ Xử lý Hình ảnh tại Ohmori và
Trung Tâm Nghiên Cứu Công Nghệ Sản Xuất tại Atsugi.
• 1985 Khánh thành nhà máy tại Gotemba ( Nhật ) với dây chuyền sản xuất tự động hoá
hiện đại nhất thế giới, chuyên sản xuất thiết bị văn phòng.
Giới thiệu máy Photocopy màu RICOH COLOR 5000, kiểu máy màu áp dụng kỹ thuật
Analog đầu tiên mang nhãn hiệu RICOH.
• 1986 Hoàn tất xây dựng và đưa vào hoạt động Trung Tâm Nghiên Cứu và Phát triển tại
Yokohama, kỷ niệm 50 năm hoạt động của công ty. Tring tâm có nhiệm vụ nghiên cứu các vấn
đề về vật liệu, quang học và thiết bị điện tử kỹ thuật cao.
• 1987 Chế tạo và đưa ra thị trường 1 loạt máy photocopy thông minh sử dụng kỹ thuật số
với tên gọi IMAGIO.
• 1989 Nghiên cứu và chế tạo thành công máy RIFAX 7000D sử dụng kỹ thuật số và
truyền dữ liệu trên cáp quang học ( ISDN ) với tốc độ nhanh kỷ lục.
Cùng năm, Ricoh xây dựng nhà máy sản xuất thiết bị điện tử tại Yashiro. Năm 1989 còn là
cột mốc quan trọng trong lịch sử phát triển của Ricoh khi hãng được chọn làm nhà tài trợ chính
thức về thiết bị máy Fax cho toàn bộ hoạt động của hệ thống văn phòng phục vụ Olympic
Barcelona 1992.
Ngay sau đó, Ricoh đã bắt tay xây dựng mạng lưới liên lạc quốc tế bằng máy Fax, kết nối
tất cả các văn phòng cơ sở của Uỷy Ban Olympic trên thế giới, phục vụ hoàn hảo hoạt động liên
lạc cho kỳ thế vận.
 Thập niên 1990: Là giai đoạn phát triển mạnh mẽ các kiểu máy kỹ thuật số kết nối với
máy tính theo chiến lƣợc Tích Hợp Các Hệ thống Xử Lý Hình ảnh.
•1990 Đưa ra thị trường máy NC8015 là kiểu máy Photocopy màu kỹ thuật số sử dụng giấy
thông thường có tốc độ nhanh nhất vào thời điểm này.
Khánh thành Trung Tâm điều hành các vấn đề về môi trường có nhiệm vụ giám sát và đo
lường mức độ ảnh hưởng đến môi trường của tất cả các hoạt động sản xuất sản phẩm mới và thu
hồi tái sinh nguyên liệu từ máy đã qua sử dụng.
Chế tạo thành công Chip “ Bộ Não Nhân Tạo “ RN-100. Chip này có khả năng tự nhận biết
và học hỏi từ kết quả phân tích các dữ liệu.
• 1991 Tung ra thị trường máy IMAGIO DS5330 với hệ thống xử lý hình ảnh kỹ thuật số
thông minh và đa chức năng . Kiểu máy tuyệt vời này là điềm báo hiệu cho thời kỳ mới rực rỡ
của thiết bị văn phòng.
• 1992 Chế tạo Chip “ Bộ Não Nhân Tạo “ thế hệ 2 với tên gọi RN-200 có mức độ tích
hợp lớn gấp 32 lần so với RN-100.
• 1993 Ricoh UK Products Ltd. ( Anh Quốc ) trở thành công ty đầu tiên đón nhận giải
thưởng Nữ Hoàng ( Queen’s Award ) do những thành tựu trong bảo vệ môi trường.
Cùng năm, Ricoh giới thiệu Model máy Photocopy màu NC5006, có khả năng chụp ra bản
copy màu đầu tiên trong thời gian nhanh nhất so với các máy cùng chức năng của các hãng khác.
• 1984 Ricoh UK Products Ltd. tiếp tục đoạt thêm giải thưởng European Better
Environment Award cho Quy trình tái chế không sản sinh độc tố Chlorofluoro Carbon.
• 1995: Đoạt giải thưởng cao nhất của Bộ Ngoại Thương và Kỹ Nghệ của chính phủ Nhật
do những nỗ lực không ngừng bảo vệ tài nguyên thiên nhiên và môi trường.
Năm 1995 cũng là cột mốc quan trọng trong lịch sử phát triển của tập đoàn Ricoh khi công
ty trở thành chủ sở hữu của toàn bộ mạng lưới kinh doanh của tập đoàn Savin và Gestetner
Holding PLC của Anh Quốc, một bước tiến dài trong hoạt động mở mang mạng lưới kinh doanh
ở hải ngoại.
Cùng năm, Ricoh giới thiệu kiểu máy chụp hình kỹ thuật số RICOH RDC-1. Đây là kiểu
máy hình đa phương tiện, có khả năng ghi nhận hình ảnh tĩnh và một loạt các hình ảnh chuyển
động kèm theo âm thanh, kết nối với máy tính cá nhân.
Nhà máy sản xuất Gotemba ( xây dựng năm 1985 ) đã đưa Ricoh vào danh sách những
công ty Nhật đầu tiên được cấp chứng nhận ISO/DIS 14001, phiên bản tiền thân của tiêu chuẩn
quốc tế về quản lý môi trường.
•1996 Văn phòng bảo vệ môi trường của Mỹ trao tặng Ricoh giải thưởng ENERGY STAR
, RICOH UK PRODUCTS Ltd. tiếp tục nhận chứng chỉ ISO/DIS 14001 và BS7750, tiêu chuẩn
quản lý và bảo vệ môi trường của Anh Quốc.
Công Ty Ricoh Electronic Inc. ( REI - Mỹ ) bắt đầu sản xuất hàng loạt dĩa CD-R (CD
Recordable) với công suất 1 triệu dĩa 1 tháng.
Khai trương tên gọi AFICIO như tên chung của sản phẩm Ricoh trên toàn thế giới.
Bắt đầu sản xuất dĩa CD-RW ( CD ReWritable ) với số lượng 300,000 dĩa 1 tháng.
 Thành lập công ty Ricoh Asia Pacific Pte. Ltd. tại Singapore.
•1997: Thành lập Ricoh Sillicon Valley, Inc tại California - Mỹ.
Tung ra thị trường loạt máy MP6200, loạt ổ đĩa CD-R/ RW đầu tiên trên thế giới.
Hợp tác với Mitsui & Co.,Ltd thành lập công ty Mitsui-Ricoh CIS Ltd. ở Nga. Trong cùng
năm, Ricoh thành lập Ricoh Latin America, Inc có nhiệm vụ điều hành hoạt động kinh doanh tại
Trung và Nam Mỹ.
• 1998: Ricoh Asia Industry ( Thẩm Quyến - Trung Quốc ) là nhà máy lắp ráp photocopy
có vốn đầu tư của Nhật đầu tiên đạt mức sản xuất 1 triệu máy.
Máy RIFAX BL110 đoạt giải Japan Machinery Federation President’s Award.
• 1999 Hợp nhất 3 công ty Ricoh Technonet Co.,Ltd ( Tokyo ), Ricoh Technonet Co., Ltd
(Osaka) và Ricoh Information Systems Co.,Ltd thành RicohTechno-Systems Co.,Ltd
 Từ năm 2000 cho đến nay:
• 2000: Hoàn tất xây dựng văn phòng Ohmori nghiên cứu xử lý hình ảnh.
Cùng năm, Ricoh đoạt Keidanren Chairman’s Prize. Báo cáo 1999 về môi trường của tập
đoàn Ricoh đoạt danh hiệu Best Report.
• 2001 : Lanier Worldwide (một công ty tiếp thị sản phẩm văn phòng tại có trụ sở tại
Louisiana ) chính thức hoạt động như một công ty con của tập đoàn Ricoh tại Mỹ.
Sau một thời gian quản lý theo quy trình, công ty Siêu Thanh đã được tổ chức BVQI xét cấp
chứng chỉ ISO 9002 ngày 19 tháng 03 năm 2001 và vinh dự trở thành nhà cung cấp thiết bị văn
phòng đầu tiên đạt được chứng chỉ uy tín này.
• 2002: Ngày 18 tháng 3 năm 2002, Công ty TNHH TM & DV Siêu Thanh chính thức
chuyển đổi thành Công ty Cổ Phần Siêu Thanh. Dựa trên nền tảng chính sách phân phối lợi
nhuận và đầu tư hợp lý trong suôt chặng đường phát triển, Siêu Thanh đã đạt đến số vốn đầu tư
lên đến 104 tỷ đồng tính đến tháng 8 năm 2010, và hoạt động với lực lượng nhân sự chính thức
hơn 365 cán bộ & nhân viên.
• 2006: Công ty Cổ Phần Siêu Thanh, nhà phân phối thiết bị văn phòng RICOH tại Việt
Nam. Thành lập Honda Kim Thanh là Đại lý ủy quyền kinh doanh ô tô Honda, chính thức đi vào
hoạt động từ 15/09/2006.
• 2007: Công ty Cổ Phần Siêu Thanh, nhà phân phối thiết bị văn phòng RICOH tại Việt
Nam. Thành lập Cường Thanh Auto là Đại lý ủy quyền kinh doanh ô tô Chevrolet, chính thức đi
vào hoạt động từ ngày 10 tháng 12 năm 2007, Siêu Thanh được cấp phép niêm yết cổ phiếu trên
sở Giao Dịch Chứng Khoán TP HCM và chính thức trở thành công ty đại chúng với mã giao
dịch ST8.
 2014: Công ty Cổ phần TBVP Siêu Thanh, nhà phân phối thiết bị văn phòng RICOH tại
Việt Nam 